# Семёновка (Знаменский район)
Семёновка — село в Знаменском районе Омской области России. Является административным центром Семёновского сельского поселения.

## История
Село получило своё название благодаря первому жителю Семёну Чередову, который построил свой домик на хуторе вблизи реки Оша.
В соответствии с Законом Омской области от 30 июля 2004 года № 548-ОЗ «О границах и статусе муниципальных образований Омской области» село возглавило образованное «Семёновское сельское поселение».

## География
Улицы: 27 Партсъезда, 50 лет ВЛКСМ, Лесная, Молодёжная, Набережная, Октябрьская, Советская, Солнечная, Школьная.

## Население
| 1926 | 2002 | 2010 |
| ---- | ---- | ---- |
| 180  | ↗541 | ↘498 |

Гендерный состав
По данным Всероссийской переписи населения 2010 года в гендерной структуре населения из 498 человек мужчин — 237, женщин — 261	(47,6 и 52,4 % соответственно)
Национальный состав
Согласно результатам переписи 2002 года, в национальной структуре населения русские составляли 97 % от общей численности населения в 547 чел..

## Известные люди
- Зубарев, Александр Фёдорович — Герой Советского Союза

## Инфраструктура
На данный момент в селе существует: Центр реабилитации, 4 магазина, клуб, садик, школа с отличным оборудованием, новым компьютерным классом подключённым к Интернет.